# Гайдучик Віталій Вікторович
Віта́лій Ві́кторович Гайдучик (біл. Віталь Віктаравіч Гайдучык; рос. Виталий Викторович Гайдучик, нар. 12 липня 1989, Берестя) — білоруський футболіст, захисник клубу БАТЕ. Майстер спорту міжнародного класу.
В минулому виступав за «Динамо» (Брест), а також молодіжну та олімпійську збірну Білорусі.

## Клубна кар'єра
Вихованець брестській СДЮШОР-5. Перший тренер — Олександр Руденко. У дорослому футболі дебютував 2007 року виступами за «Динамо» (Брест), в якій провів п'ять сезонів, взявши участь у 133 матчах чемпіонату. Більшість часу, проведеного у складі брестського «Динамо», був основним гравцем захисту команди, а в сезоні 2012 — капітаном команди.
5 вересня 2012 року підписав трирічний контракт з БАТЕ, який набрав чинності з 11 січня 2013 року — одразу по закінченні терміну дії контракту футболіста з «динамівцями». Відтоді встиг відіграти за команду з Борисова 32 матчі в національному чемпіонаті. Дебют футболіста припав на зустріч БАТЕ і «Фенербахче» в Стамбулі. Незважаючи на поразку команди, Гайдучик в центрі захисту виглядав впевнено. Першим клубним трофеєм для Гайдучика став Суперкубок Білорусі 2013 року. БАТЕ переміг «Нафтан» 1:0, а Віталій провів на полі увесь матч.

## Виступи за збірні
Протягом 2008–2011 років залучався до ігор молодіжної збірної Білорусі, у складі якої став бронзовим призером молодіжного чемпіонату Європи 2011 року в Данії. Зіграв на турнірі в третьому матчі проти збірної Швейцарії, вийшовши на заміну на 70-й хвилині (0:3). Всього на молодіжному рівні зіграв у 5 офіційних матчах.
З 2011 по 2012 рік захищав кольори олімпійської збірної Білорусі, разом з якою брав участь у Турнірі в Тулоні 2012 року. У складі цієї команди провів 4 матчі.

## Досягнення
- Чемпіон Білорусі (4) : 2013, 2014, 2015, 2016
- Володар Суперкубка Білорусі (4) : 2013, 2014, 2015, 2016
- Бронзовий призер молодіжного чемпіонату Європи: 2011